# Mello (Familienname)
Mello (D’Mello) ist ein portugiesischer, ursprünglich italienischer Familienname.

## Namensträger
- Adeílson Pereira de Mello (* 1985), brasilianischer Fußballspieler
- Affonso Arinos de Mello Franco (1930–2020), brasilianischer Diplomat
- Ahoua Don Mello (* 1958), ivorischer Politiker
- Alexandre Awi Mello (* 1971), römisch-katholischer Ordensgeistlicher
- Alonso Silveira de Mello (1901–1987), brasilianischer Bischof, Prälat von Diamantino
- Álvaro Mello (* 1979), uruguayischer Fußballspieler
- André Luiz Brügger de Mello Rodrigues (* 1981), brasilianischer Basketballspieler
- Anthony de Mello (1931–1987), Jesuitenpriester und spiritueller Lehrer
- Arnon de Mello (1911–1983), brasilianischer Politiker
- Breno Mello (1931–2008), brasilianischer Schauspieler und Fußballspieler
- Carlos de Mello, uruguayischer Politiker
- Carlos de Mello (Fotograf) (* 1961), portugiesisch-österreichischer Fotograf
- Craig Mello (* 1960), US-amerikanischer Biochemiker
- Dean Mello (* 1961), bermudischer Tennisspieler
- Dominik Bahiense de Mello (* 1985), deutscher Basketballspieler
- Dreux IV. de Mello (1138–1218), französischer Adliger
- Duília de Mello (* 1963), brasilianische Astronomin und Astrophysikern
- Edson Batista de Mello (* 1964), brasilianischer Geistlicher, Bischof von Cachoeira do Sul
- Eduardo Kneese de Mello (1906–1994), brasilianischer Architekt
- Evaldo Cabral de Mello (* 1936), brasilianischer Historiker, Diplomat und Autor
- Fernando Collor de Mello (* 1949), brasilianischer Staatspräsident 1990–1992
- Francisco de Mello (1490–1536), portugiesischer Mathematiker
- Georgina Mello, kap-verdische Wirtschaftswissenschaftlerin und Generaldirektorin der Gemeinschaft der portugiesischsprachigen Länder (CPLP)
- Gerardo Mello Mourão (1917–2007), brasilianischer Dichter, Politiker, Journalist, Übersetzer, Essayist und Biograf
- Guillaume de Mello (Wilhelm von Mello), Abt von Vézelay (gewählt 1161)
- Humberto Mello Nóbrega (1901–1978), brasilianischer Literaturhistoriker und Schriftsteller
- Ingeborg Mello (1919–2009), argentinische Leichtathletin
- João Klauss de Mello (* 1997), brasilianischer Fußballspieler, siehe Klauss (Fußballspieler)
- Jorge de Mello († 2013), portugiesischer Unternehmer
- Juan José de Mello (* 1953), uruguayischer Sänger
- Leo D’Mello (1903–1987), indischer Geistlicher, römisch-katholischer Bischof von Ajmer und Jaipur
- Luciana Mello (* 1979), brasilianische Sängerin und Tänzerin
- Manuel Mello-Breyner (* 1953), portugiesischer Autorennfahrer und Motorsportfunktionär
- Márcio de Souza Mello (1906–1991), brasilianischer General, Präsident Brasiliens
- Maria Mello (* 1994), uruguayische Leichtathletin
- Mário de Mello Mattos (* 1919), brasilianischer Militär und Diplomat
- Margo De Mello (* 1964), US-amerikanische Anthropologin, Hochschullehrerin und Autorin
- Micaela de Mello (* 2000), brasilianische Hürdenläuferin
- Michael DeMello (* 1974), US-amerikanischer Schauspieler
- Milton Thiago de Mello (1916–2024), brasilianischer Tiermediziner und Primatologe
- Ney Moraes de Mello Mattos (1929–2011), brasilianischer Diplomat
- Norton de Andrade Mello Rapesta (* 1958), brasilianischer Diplomat
- Oswaldo Trigueiro de Albuquerque Mello (1905–1989), brasilianischer Diplomat, Jurist und Politiker
- Patrícia Campos Mello (* 1975), brasilianische Journalistin und Buchautorin
- Pedro Homem de Mello (1904–1984), portugiesischer Lyriker
- Raymond D’Mello (1907–1971), indischer Geistlicher, römisch-katholischer Bischof von Allahabad
- Ricardo Mello (* 1980), brasilianischer Tennisspieler
- Rosenery Mello (1965–2011), brasilianisches Model
- Selton Mello (* 1972), brasilianischer Schauspieler, Synchronsprecher, Drehbuchautor und Regisseur
- Sérgio Vieira de Mello (1948–2003), brasilianischer Mitarbeiter der Vereinten Nationen
- Sheila Mello (* 1978), brasilianische Schauspielerin und Tänzerin
- Tamara Mello (* 1976), US-amerikanische Schauspielerin
- Thiago de Mello (1926–2022), brasilianischer Schriftsteller
- Victor de Mello (1926–2009), brasilianischer Bauingenieur
- William Leonard D’Mello (1931–2011), indischer Geistlicher, römisch-katholischer Bischof von Karwar
- Zélia Cardoso de Mello (* 1953), brasilianische Wirtschaftswissenschaftlerin, Politikerin und Managerin

siehe auch Melo und DeMelo